# Cal Rei (Sant Joan Despí)

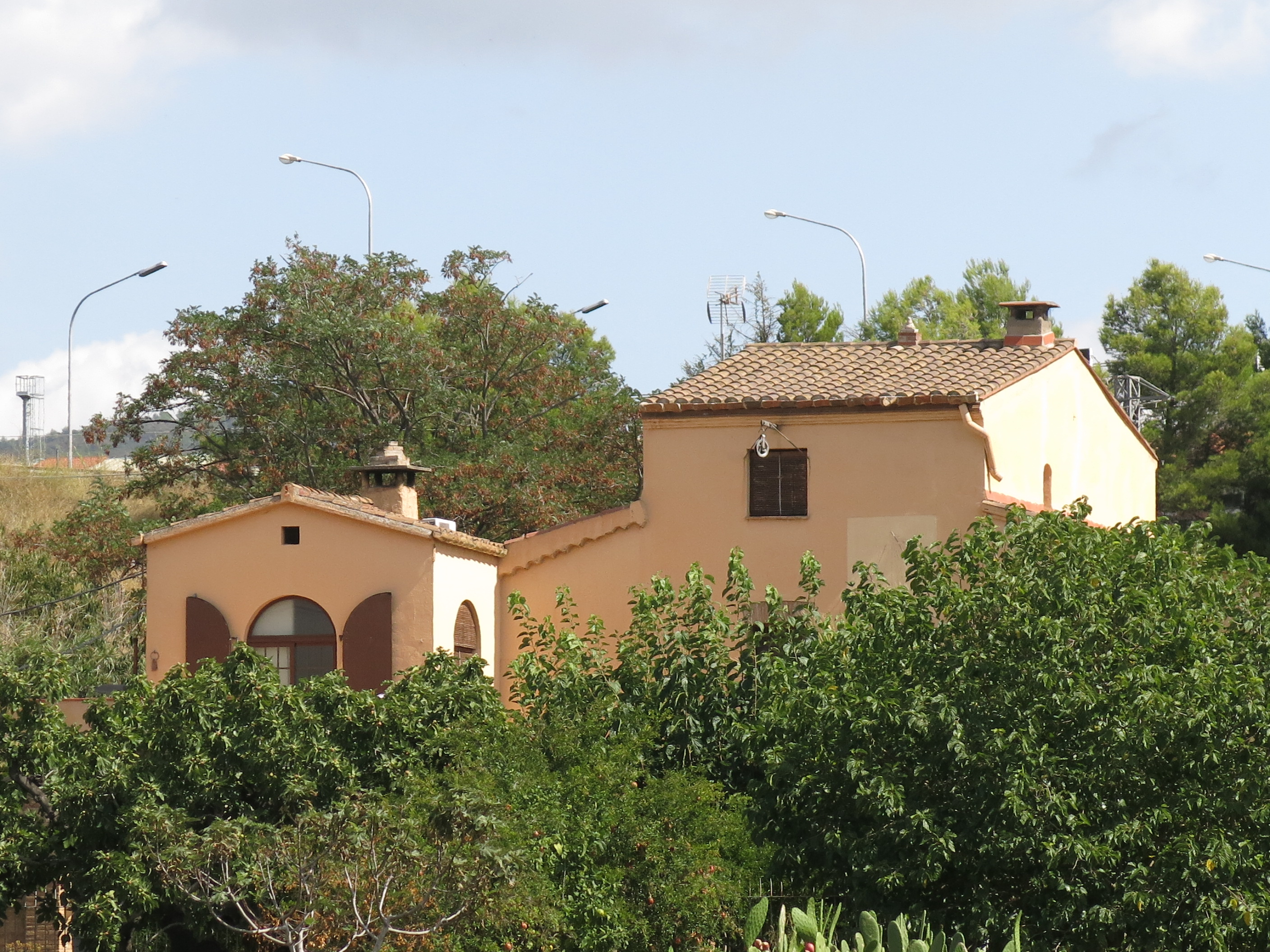
desde cami del mig

Cal Rei és una masia de Sant Joan Despí (Baix Llobregat) inclosa a l'Inventari del Patrimoni Arquitectònic de Catalunya.

## Descripció
Mas de planta rectangular. Format per tres cossos, el central més elevat i el que té la porta principal d'accés. Rellotge de sol quadrat a la façana. Obertures rectangulars. Té dos edificis annexos. Es troba envoltat de pati i cerca, mig d'obra mig de ferro. Les terres de conreu són distribuïdes al voltant esquerre de la casa.
Antigament anomenada “Cal Tomaset “ agafar el nom del antic amo 1850 Tomas Escales Canonge de Barcelona nascut a Oliana, posteriorment va agafar el nom de Cal Reiperquè es diu que a la casa hi havia algú que semblava al rei de l'època.
La casa va tenir sempre masovers i amos, aquest "sistema feudal" va acabar al 1980 quant els últims amos la família Dexeus van vendre la mateixa a la família masovera Cardona Ribas.
Es una casa feta amb moltes variacions, devia començar sent una casa petita i es van anar afegint cossos i variacions d'alçades en algunes estances com per exemple les golfes.
Disposa de rellotge de sol orientat al sud-oest i comença a marcar sobre les 12 fins que s'amaga el sol.
Era terra de secà fins que  el 1820  el Canal de la Infanta va convertir tota la terra de la casa en regadiu, aquesta aigua es distribueix mitjançant canalitzacions secundaries.

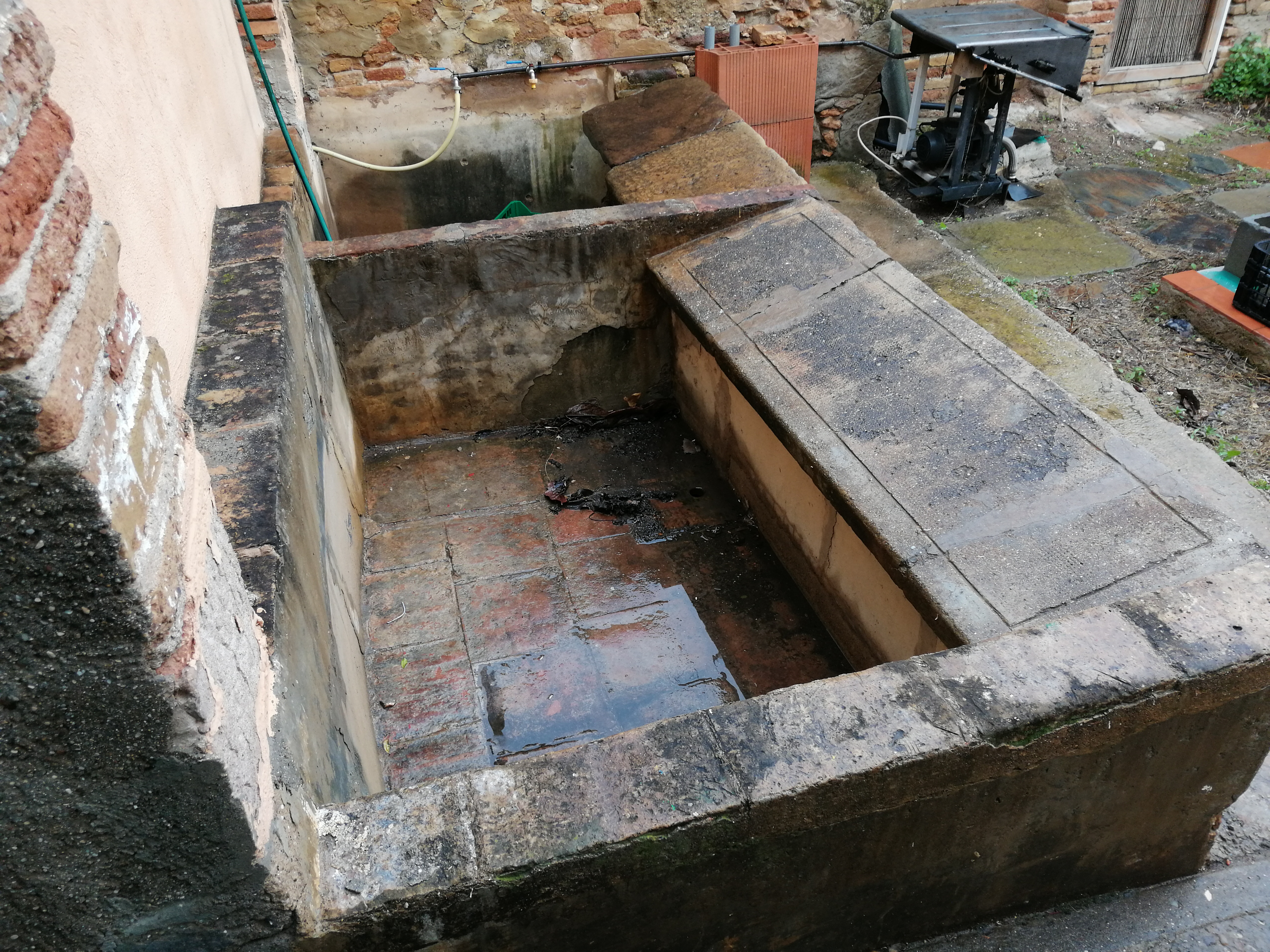
safareig de cal rei

S'utilitzava per regar i per rentar la roba els dos safaretjos (un per rentar i un per esbaldir).
La casa disposa de pou (actualment no s'aprofita l'aigua) tot aquest conjunt de cases del despoblat el tenen ja que degut a la proximitat del riu, a uns 12m trobaven aigua.
El pati es una antiga era, per treballar el blat, també té celler amb el cup per trepitjar el raïm que es conreava a les planes d'aquí sant joan despi, a l'interior te una escala catalana que esta catalogada.
Va ser restaurada al 2000 íntegrament seguint criteris de conservació de punts originals a respectar.
La casa a partir dels anys 80 fins al 2000 va tenir diferents usos.
Proyecto Hombre.
Escola el Brot
Filmació de serie de tv3 (Crònica negra) AKELARRE amb Manel Barceló.
Filmació de pel·lícula de cinema per part de Ventura Pons “Puta miseria 1989”.